# 2010年瑞典斯德哥爾摩騷亂
2010年6月8日至6月9日，瑞典斯德哥爾摩林克比爆發了騷亂。林克比位於瑞典斯德哥爾摩北部，以穆斯林移民居民為主。當時多達100名穆斯林青年投擲磚塊、縱火併襲擊了林克比的當地警察局

## 背景
林克比以移民和具有移民血統的人為主，截至 2007年12月31日，林克比希高達89.1%的人口具有第一代或第二代移民背景。

## 騷亂
6月8日晚，一群年輕人被拒參加初中舞會，激怒了他們，最初他們向學校的窗戶扔石頭，但騷亂很快就蔓延開來。騷亂持續了兩個晚上， 警方估計大約有100名年輕人參與了騷亂、扔磚頭、放火和襲擊警察局。暴徒向警察投擲石塊，襲擊警察局並燒毀一所學校，向救援的消防車投擲石塊，並阻止消防員及時到達學校以挽救建築物。

## 分析
社會活動家喬治·萊基 (George Lakey)將2010年的林克比騷亂描述為瑞典最早的移民青年騷亂之一。
天主教團體iona Institute創始人大衛奎因將騷亂與穆斯林移民聯繫起來，指責主流政黨在主流媒體的幫助下，拒絕對這次騷亂和其他騷亂的原因進行公開和誠實的辯論，因此煽動了右翼政治運動的興起，同時忽略移民社區中的「反猶太主義、性虐待、選民欺詐」。
社會學家佩吉·萊維特 (Peggy Levitt)將騷亂歸因於「青年長期失業和貧困」的憤怒。

## 另見
- 2013年12月瑞典斯德哥爾摩騷亂
- 2013年5月瑞典斯德哥尔摩骚乱
- 2020年瑞典騷亂
- 2022年瑞典騷亂